# 阿尔卡尔古德
阿尔卡尔古德（Arkalgud），是印度卡纳塔克邦Hassan县的一个城镇。总人口15184（2001年）。

## 人口
该地2001年总人口15184人，其中男性7705人，女性7479人；0—6岁人口1751人，其中男902人，女849人；识字率65.29%，其中男性为72.74%，女性为57.60%。